# Васант-панчами

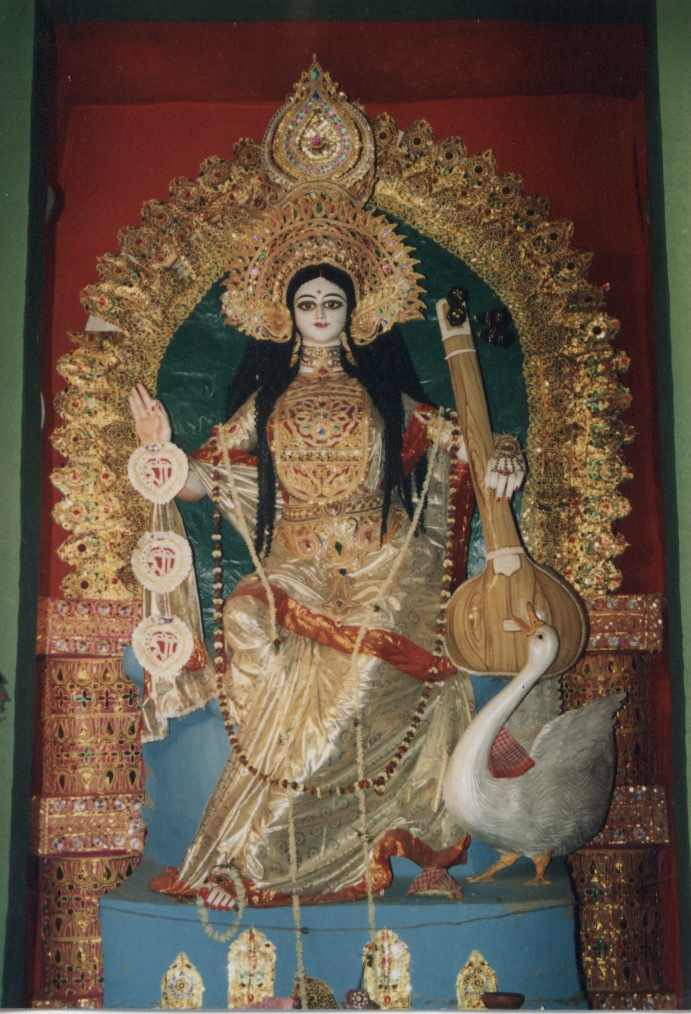
Мурти богини Сарасвати, подготовленное к празднику Васанта-панчами на одной из улиц Калькутты.

Васант-панчами (санскр. वसन्तपञ्चमी IAST: vasantapañcamī) — индийский праздник поклонения богине Сарасвати, богини мудрости, знания, искусства, супруги Брахмы. Отмечается ежегодно на пятый день (панчами) лунного месяца Магх (январь-февраль). Традиционно во время праздника детей учат писать первые слова; проводятся ритуалы почитания предков (питри-тарпана); одариваются брахманы. Во многих учебных заведениях проводят специальное поклонение Сарасвати. Этот праздник особенно популярен в Бенгалии.
Во время праздника обычно надеваются жёлтые одежды, мурти богини также одевают в жёлтое; ей также стараются преподнести подношения жёлтого цвета (цветы, сладости и т. д.).
В этот день есть традиция запускания воздушных змеев, поэтому этот праздник очень популярен среди детей.

## Суфийский Васант
По словам Лохан Сингха Букси, Васант-панчами является индуистским праздником, принятым некоторыми индийскими мусульманами-суфиями в 12 веке. Эту традицию можно наблюдать на дарге, месте упокоения индийского суфия Низамуддина Аулия в Дели. Местные жители называют его «Nizam Auliya ki Basant». Согласно местной суфийской традиции, поэт Амир Хусро увидел, что женщины последовательницы индуизма во время праздника Васант, одевшись в желтые одежды, несут в свои индуистские храмы желтые цветы. Поэт решил последовать их примеру, переоделся в женское жёлтое одеяние и пошёл на поклонение вместе с ними. С тех пор этот ритуал раз в год практикуют суфии ордена Чишти.
Амир Хусро, сочинил стихи посвященные празднику Васант:
Празднуй сегодня Васант о невеста!

Подведи глаза сурьмой и волосы укрась.

Почему ты служишь снам своим?

Даже твоя судьба проснулась!

Празднуй Васант сегодня!

Высокая красавица с высоким взглядом

Та, что была сотворена

Когда царь смотрит на тебя

Его глаза встречаются с твоими!

Взгляните на Шаха Амира!

О! Невеста празднуй сегодня Васант!
Aaj basant manaalay, suhaagan, 

Aaj basant manaalay 

Anjan manjan kar piya mori, 

lambay neher lagaalay 

Tu kya sovay neend ki maasi, 

So jaagay teray bhaag, suhaagun, 

Aaj basant manaalay. 

Oonchi naar kay oonchay chitvan, 

Ayso diyo hai banaaye 

Shah Amir tuhay dekhan ko, 

nainon say naina milaaye, 

Suhaagun, aaj basant manaalay.
В этот день также почитается божество любви, Кама.

## Другие названия
- Шри-панчами (санскр. श्रीपञ्चमी, IAST: śrīpañcamī);
- Шри-пуджа (санскр. श्रीपूजा, IAST: śrīpūjA);
- Сарасвати-панчами (санскр. सरस्‍वतीपञ्चमी, IAST: sarasvatīpañcamī);
- Сарасвати-пуджа (санскр. सरस्‍वतीपूजा, IAST: sarasvatīpūjA).

## Даты проведения
- 2012 год — 28 января
- 2013 год — 15 февраля
- 2014 год — 4 февраля
- 2015 год — 24 января
- 2016 год — 12 февраля
- 2017 год — 1 февраля
- 2018 год — 22 января
- 2019 год — 10 февраля
- 2020 год — 29 января